# أندرو لورانس (كرة سلة)
أندرو لورانس (بالإنجليزية: Andrew Lawrence)‏ مواليد 4 يونيو 1990

، هو لاعب كرة سلة بريطاني. بدأ مسيرته الاحترافية في سنة 2013. يلعب مع ريمس شمبانيا في الدوري الفرنسي لكرة السلة الدرجة الأولى كلاعب هجوم خلفي. يحمل الرقم 12. يبلغ طوله 6 قدم 1 بوصة (1.9 م). مثّل منتخب بلاده. شارك في دورة الألعاب الأولمبية الصيفية سنة 2012.

## المسيرة الاحترافية
لعب مع نادي زادار لكرة السلة في موسم 2013–2014، ثم لعب مع سان سباستيان غيبوثكوا بي سي في الدوري الإسباني في موسم 2015–2016، ثم لعب مع نادي بريشتينا لكرة السلة في سنة 2016، ثم لعب مع ريمس شمبانيا في الدوري الفرنسي في سنة 2016.

## روابط خارجية
- أندرو لورانس على موقع الاتحاد الدولي لكرة السلة (الإنجليزية)
- أندرو لورانس على موقع سبورتس رفرنس (الإنجليزية)
- أندرو لورانس على موقع الدوري الإسباني لكرة السلة (الإسبانية)
- أندرو لورانس على موقع كرة السلة الأوروبية.كوم (الإنجليزية)
- أندرو لورانس على موقع كلية كرة السلة في سبورتس رفرنس.كوم (الإنجليزية)
- أندرو لورانس على موقع ريلجم (الإنجليزية)
- أندرو لورانس على موقع بروبوليرز (الإنجليزية)
- أندرو لورانس على موقع سبورتس رفرنس (الإنجليزية)
- أندرو لورانس على موقع اللجنة الأولمبية الدولية (الإنجليزية)
- أندرو لورانس على موقع أوليمبيديا (الإنجليزية)